# Semnan
Semnan uttal (fil) (persiska سِمنان) är en stad i norra Iran. Den är administrativ huvudort både för delprovinsen Semnan och för provinsen Semnan och har cirka 190 000 invånare.